# Fresh (rapper)
Fresh (precedentemente noto come Fresh La Peufra), pseudonimo di Julien Aberi Moska (Liegi, 16 gennaio 1997), è un rapper belga di origini della Repubblica Democratica del Congo.

## Biografia
Fresh è salito alla ribalta dopo aver vinto la prima stagione della Nouvelle École, adattamento francese di Rhythm + Flow, con la hit Chop (2022), numero uno in Vallonia, Francia e Lussemburgo; il brano, certificato diamante dal Syndicat national de l'édition phonographique per le 300 000 unità vendute, ha anticipato l'uscita del primo EP Bientôt à l'abri, classificatosi 17º nella graduatoria vallone.
L'album in studio d'esordio À l'abri, reso disponibile per il consumo a partire dall'ottobre 2022, è arrivato al 4º posto in Vallonia e al 5º in Francia, dove è oro per le 50 000 unità accumulate. Il disco contiene anche Drama Queen, Allez dehors e Kobe, tutti e tre certificati oro dalla SNEP.
A circa un anno e mezzo di distanza viene presentato P.M.R., secondo progetto in studio dell'artista e entrare la classifica LP francese e vallone.

## Discografia

### Album in studio
- 2022 – À l'abri
- 2024 – P.M.R.

### EP
- 2022 – Bientôt à l'abri

### Singoli
- 2018 – La cuenta
- 2018 – Ma femme
- 2018 – Laisse-les (feat. Bone)
- 2018 – Bang
- 2019 – Where Is Filu?
- 2019 – Mauvais jeu (con DJ Flash)
- 2019 – En bas
- 2019 – Dallas 2.0 (con OGR Music e Cop Oslm)
- 2019 – Bon jeu
- 2020 – Mieux que ça
- 2020 – Elle
- 2020 – Chien méchant
- 2022 – Drama Queen
- 2022 – Chop
- 2022 – Allez dehors (feat. Niska)
- 2022 – Merci
- 2022 – Kobe (con Shay)
- 2023 – 32
- 2023 – Fam
- 2023 – Célèbre (con Frenetik)
- 2023 – PKS 1 (Ça pue sa mère)
- 2023 – PKS#2 (Misère misère)
- 2024 – Tasha St. Patrick
- 2024 – Fantôme
- 2024 – Appétit (con Good Nation e Innoss'B)
- 2024 – Loyal (con PeaceMaker)
- 2024 – Vroum vroum (con DJ Flash e Beendo Z)
- 2024 – Foutaise (con Gaëlle)
- 2024 – NAN